# Seseli jinanense
Seseli jinanense är en växtart i släktet Seseli och familjen flockblommiga växter.
Arten är en perenn ört som förekommer i västra Shandong i Kina. Den beskrevs först som Libanotis jinanensis av Ling-chuan Xu och Ming-de Xu 1989, och fick sitt nu gällande namn av Michail Pimenov 1999.